# ГКПП Брегово
„Брегово“ е граничен контролно-пропускателен пункт на границата между Република България и Република Сърбия. Намира се в града, на ул. "Хан Кубрат" (старо име "Джузепе Гарибалди"), непосредствено на брега на р. Тимок.
На българска територия до ГКПП „Брегово“ се достига по Републикански път II-12 (Видин – Брегово – граница със Сърбия) за град Неготин, който отстои на 12 км северозападно от него.